# Ménil-Lépinois

Ménil-Lépinois este o comună în departamentul Ardennes din nordul Franței. În 1 ianuarie 2022 avea o populație de 144 de locuitori.